# Comitatul San Diego, California
Comitatul San Diego este situat în apropiere de granița mexicană, pe coasta Pacificului în sud-vestul statului  California,  Statele Unite ale Americii.  Comitatul este, după numărul de locuitori, al treilea cel mai populat comitat din Uniune. Conform unei estimări din anul 2006 avea peste 2.941.000 de locuitori. Sediul comitatului se află în orașul San Diego.

## Orașele mai mari după populație

Comitatul San Diego, California

1. San Diego 1.387.000
2. Chula Vista 244.000
3. Oceanside 182.000
4. Escondido 151.000
5. Carlsbad 109.000
6. Vista 99.000
7. El Cajon 97.000
8. San Marcos 89.000
9. Encinitas 62.000
10. National City 62.000